# Evolve (datorspel)
Evolve är ett asymmetriskt förstapersonsskjutardatorspel utvecklat av Turtle Rock Studios, utgivet av 2K Games och distribuerat av Take-Two Interactive. Spelet släpptes för Microsoft Windows, PlayStation 4, och Xbox One den 10 februari 2015.